# Арнстейн, Шерри
Шерри Арнстейн (англ. Sherry Arnstein, 11 января 1930 — 19 января 1997) — американский исследователь и государственный деятель, специалист по политическому участию, государственному управлению в области здравоохранения, а также социальной работе.
Наиболее известна благодаря концепции лестница гражданского участия, изложенной в одноименной статье.

## Биография
Шерри Рубин родилась в Нью-Йорке 11 января 1930 года. Мать — Люсиль Голдстейн, отец — Бернард Рубин; эмигранты из Франции и России соответственно. Ещё в раннем детстве семья переехала в Калифорнию, где в Калифорнийском университете в Лос-Анджелесе Шерри получила образование в сфере физической культуры. В дальнейшем она работала социальным работником в суде по делам несовершеннолетних в округе Аламида.

### Общественная и академическая деятельность
В 1955 Шерри вместе с мужем переезжает в Вашингтон. Здесь в Американском университете она получает магистерскую степень в коммуникациях. В столице она работала в клинике специалистом по связям с местным сообществом.
В начале 1960-х Арнстейн благодаря знакомству с Робертом Кеннеди начинает консультировать президентскую комиссию по подростковой преступности. Ко второй половине 1960-х Шерри перешла к консультативной деятельности в Министерстве жилищного строительства и городского развития. Основные задачи, с которыми работала Арнстейн в рамках своей работы на федеральное правительство, включали десегрегацию здравоохранения — процессу, направленному на сокращение расовой сегрегации, бытовавшей в американских госпиталях.
В 1966 Арнстейн перевели на работу с проектами, связанными с провозглашённой президентом Джонсоном «Война с бедностью». В частности, Шерри занялась проблемами гражданского участия в рамках «Model Cities Program» и разработала несколько руководств, направленных на повышение вовлечённости горожан в гражданскую активность.

## Основные публикации
- Arnstein S.R. A Ladder of Citizen Participation // Journal of the American Planning Association. — 1969. — № 4. — P. 216–224. — doi:10.1080/01944366908977225.